# Roksana Krzemińska
Roksana Krzemińska (ur. 13 listopada 1982 w Kielcach) – polska aktorka. W 2006 ukończyła studia na PWST w Warszawie.

## Filmografia
- 2001: Quo vadis - rzymianka
- 2001: Angelus - anioł
- 2003: M jak miłość - studentka psychologii (odc. 173-174, 176)
- 2004: Na Wspólnej - Małgorzata Reiman, koleżanka Karoliny (odc. 222-224, 228-229, 243-244, 246)
- 2004: Plebania (serial telewizyjny) - Vera, członkini sekty (odc. 432, 438-439)
- 2004-2005: M jak Miłość - Viola, koleżanka Maćka (odc. 258, 269, 336, 338)
- 2004: Dziupla Cezara - Sandra (odc. 5)
- 2005: Parę osób, mały czas - studentka
- 2005: Magda M. - sekretarka burmistrza (odc. 13)
- 2005: Legenda (film 2005) - Beata
- 2005: Kryminalni - Magda Kawka (odc. 36)
- 2005: Czego się boją faceci, czyli seks w mniejszym mieście - aktorka (odc. 14 seria III)
- 2006: Pierwsza miłość (serial telewizyjny) - Grażyna Kubacka
- 2006: Tylko mnie kochaj - kobieta w parku
- 2007: Pogoda na piątek - ulotkarka
- 2007: Niania - 
  - stewardesa (odc. 69)
  - laska (odc. 78)
- 2007: Hela w opałach - Renata, dziewczyna Romana (odc. 26, 30)
- 2008: Twarzą w twarz - Julie
- 2008: Pierwsza miłość (serial telewizyjny) - Katarzyna Gryger vel Sonia Gryczewska
- 2008: Świat według Kiepskich - dziewczyna (odc. 301)
- 2008: Londyńczycy - blondynka (odc. 3
- 2008: Glina (serial telewizyjny) - pracownica HPM Express (odc. 20)
- 2008: Czarny (film) - Renata
- 2009: Randka w ciemno - Klara, uczestniczka Randki w ciemno
- 2009: Przystań (serial telewizyjny) - Maryla, matka Ludwika (odc. 6)
- 2009-2010: Na dobre i na złe - Julia Kolska-Edwards (odc. 374, 400, 402-404)
- 2010: Ojciec Mateusz - Malika Sadiru (odc. 33)
- 2010: Nowa (serial telewizyjny) - reporterka Kasia (odc. 2)
- 2010: Duch w dom - żona właściciela samochodu (odc. 7)
- 2011: Wszyscy kochają Romana - matka (odc. 12)
- 2011: Hotel 52 - Monika (odc. 32)
- 2012: Julia (serial telewizyjny) - brunetka (odc. 34-35)
- 2012: Reguły gry - kobieta w teatrze (odc. 13)
- 2012: Prawo Agaty - sekretarka w kancelarii (odc. 5)
- 2014: Barwy szczęścia - Zula, koleżanka Arka i Renaty (odc. 1094)
- 2014: Baron24 - Groszek, dziewczyna Grzesia (odc. 23)
- 2015: Cierpienie (etiuda szkolna) - cierpiąca
- 2016: Złamane serce (etiuda szkolna) - terapeutka
- 2018: Przyjaciółki (serial telewizyjny 2012) - kobieta w domu Anki (odc. 143)
- 2018: Ojciec Mateusz - kobieta (odc. 244-245)
- 2019: Zakochani po uszy - Borowska, matka Amelki (odc. 37)